# Johan Reinhold von Törne
Johan Reinhold von Törne, född 5 augusti 1752 i Kyrkslätt, död 3 oktober 1810 i Borgå, var en svensk militär, besjungen av Johan Ludvig Runeberg i "Fänrik Ståls sägner". Han var son till generalmajor Peter Törne (1690–1768), stamfader för den 1818 på Finlands riddarhus immatrikulerade linjen av släkten von Törne. 
Johan Reinhold von Törne deltog som kapten i Gustav III:s ryska krig (1788–90), blev 1790 major vid Savolax lätta infanteriregemente och befordrades under kriget 1808–09 till överstelöjtnant. Han utmärkte sig vid flera drabbningar under detta krig, såsom vid Lappo och Alavo, och var i slaget vid Oravais nära att falla i fiendens händer. Han anförde sin trupp under reträtten mot norden samt deltog i vår- och sommarfälttåget i norra Sverige 1809. Efter krigets slut erhöll han avsked ur svensk tjänst. Han var, såsom även Runeberg skildrar honom, en något originell man, redbar och kallblodig i farans ögonblick.